# Roque Bluffs
Roque Bluffs és una població dels Estats Units a l'estat de Maine (EUA). Segons el cens del 2000 tenia 264 habitants.

## Demografia
Segons el cens del 2000, Roque Bluffs tenia 264 habitants, 118 habitatges, i 82 famílies. La densitat de població era de 9,6 habitants/km².
Dels 118 habitatges en un 18,6% hi vivien nens de menys de 18 anys, en un 61,9% hi vivien parelles casades, en un 6,8% dones solteres, i en un 29,7% no eren unitats familiars. En el 22% dels habitatges hi vivien persones soles el 14,4% de les quals corresponia a persones de 65 anys o més que vivien soles. El nombre mitjà de persones vivint en cada habitatge era de 2,24 i el nombre mitjà de persones que vivien en cada família era de 2,58.
Per edats la població es repartia de la següent manera: un 14,8% tenia menys de 18 anys, un 4,5% entre 18 i 24, un 30,3% entre 25 i 44, un 27,3% de 45 a 60 i un 23,1% 65 anys o més.
L'edat mediana era de 46 anys. Per cada 100 dones de 18 o més anys hi havia 99,1 homes.
La renda mediana per habitatge era de 21.500 $ i la renda mediana per família de 29.286 $. Els homes tenien una renda mediana de 31.250 $ mentre que les dones 25.417 $. La renda per capita de la població era de 15.610 $. Entorn del 27,2% de les famílies i el 27,2% de la població estaven per davall del llindar de pobresa.